# Челаре
Челаре (словац. Čeláre) — село, громада округу Вельки Кртіш, Банськобистрицький край, центральна Словаччина, регіон Новоград. Кадастрова площа громади — 12,52 км².
Населення 455 осіб (станом на 31 грудня 2017 року).

## Історія
Вперше згадується в 1262 році.

## Населення
| Рік:            | 1994. | 2004.   | 2014.   | 2024.   |
| --------------- | ----- | ------- | ------- | ------- |
| Кількість осіб: | 530   | 515     | 475     | 512     |
| Різниця:        |       | -2,83 % | -7,76 % | +7,78 % |

| Рік:            | 2023. | 2024.   |
| --------------- | ----- | ------- |
| Кількість осіб: | 501   | 512     |
| Різниця:        |       | +2,19 % |